# Mola (rod)
Mola (česky měsíčník) je rod paprskoploutvých ryb z evolučně velmi staré čeledi měsíčníkovitých. Měsíčníci jsou nejtěžší kostnaté ryby, které v současnosti na Zemi žijí. Mohou vážit i přes 2,7 tuny a měřit až 3,5 metru.
Měsíčníci se od ostatních ryb odlišují zploštělým kruhovitým tělem, které je dozadu vyklenuté a zakončené obloukovým lemem, u některých druhů vybíhající v řadu přívěsků, který představuje jakýsi druh ocasní ploutve. Hřbetní ploutev a řitní ploutev jsou úzké a velice vysoké. Prsní ploutve jsou malé a okrouhlé, břišní ploutve chybějí. V malých ústech je v každé čelisti po páru zubů srostlých v destičku, které vytvářejí typický zobákovitý útvar.
Samice produkují najednou až 300 milionů vajíček, přesto se stavy měsíčníků stále snižují.
V současnosti jsou známy 3 druhy:
- Mola mola Linnaeus, 1758 (měsíčník svítivý),
- Mola alexandrini Ranzani 1839 (mladší synonymum Mola ramsayi Giglioli 1883)[5] (bez uznaného českého jména, někdy uváděn jako měsíčník jižní),
- Mola tecta Nyegaard, 2017 (někdy označován jako měsíčník ukrytý).[6][3]